# Tracce d'esperienza cristiana
Tracce d'esperienza cristiana (a volte indicato come Tracce di esperienza cristiana) è un saggio del sacerdote cattolico e teologo Luigi Giussani, fondatore del movimento Comunione e Liberazione.
Con questo titolo vengono identificati sia alcuni libri pubblicati a nome di don Giussani, sia un testo dello stesso sacerdote milanese nato originariamente come raccolta di appunti per la catechesi degli studenti delle scuole superiori aderenti alla Gioventù Studentesca alla fine degli anni cinquanta e che, insieme a Riflessioni sopra un'esperienza del 1959 e a Appunti di metodo cristiano del 1964, è considerato uno dei testi fondamentali che hanno segnato gli inizi del movimento di Comunione e Liberazione.
Con una storia editoriale complessa, Tracce d'esperienza cristiana e gli altri due scritti sono stati più volte pubblicati congiuntamente e inseriti in volumi miscellanei da vari editori e sono stati alla base della scuola di comunità, il gesto di catechesi degli aderenti al movimento fondato da Giussani sin da quanto esso agiva nell'alveo della Gioventù Italiana di Azione Cattolica (GIAC) di Milano.

## Storia editoriale

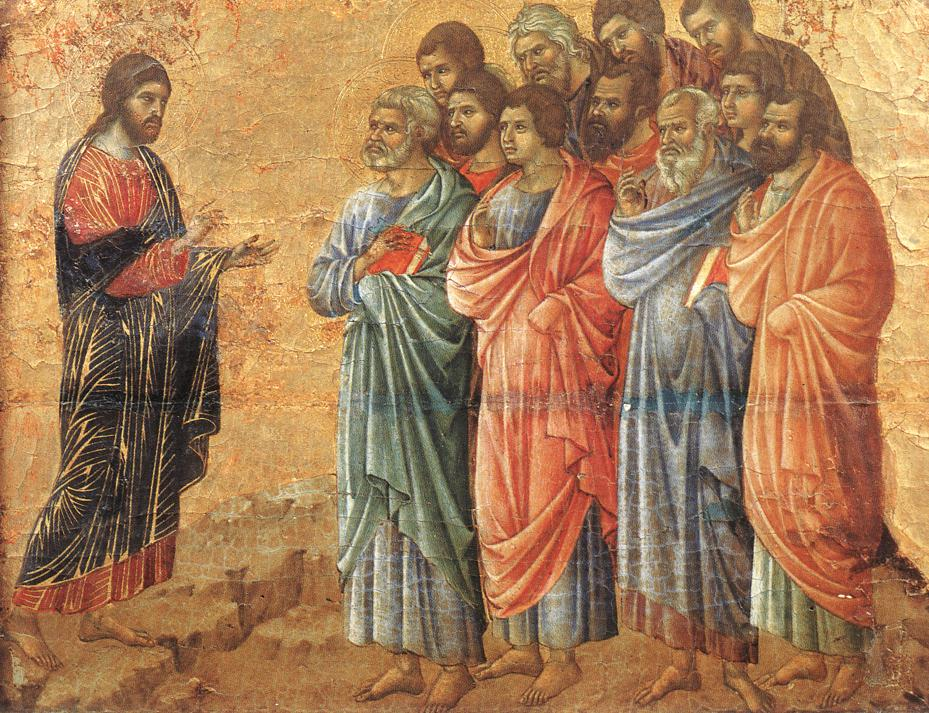
Duccio di Buoninsegna, L'apparizione sui monti della Galilea, Museo dell'Opera metropolitana del Duomo, Siena, 1308-1311. Un particolare di quest'opera è stato utilizzato per la copertina delle edizioni Rizzoli di Il cammino al vero è un'esperienza (2006).

Un opuscolo intitolato Tracce d'esperienza cristiana (il cosiddetto "libretto rosso" dal colore della copertina) fu pubblicato per la prima volta pro manuscripto nel 1960 in una edizione a cura della presidenza diocesana della GIAC di Milano e da Gioventù Studentesca.
Analogamente un testo intitolato G.S. Riflessioni sopra un'esperienza (il "libretto verde") fu pubblicato a Milano nel gennaio del 1963, come ampliamento di una versione più breve del settembre 1959 riveduta l'anno successivo. Appunti di metodo cristiano fu pubblicato anch'esso a cura della presidenza diocesana della GIAC nel 1964. I libretti erano tutti usciti senza il nome dell'autore ma con l'imprimatur.
Nel 1972 l'editore Jaca Book incluse i tre testi nel fascicolo Tracce di esperienza e appunti di metodo cristiano, con una introduzione che giustificava la loro ripubblicazione nell'ottica di una visione completa del lavoro e delle intuizioni originali di Giussani.
L'editore milanese pubblicò poi nel 1977 il volume Tracce d'esperienza cristiana riproponendo per intero il testo principale oltre a una appendice che contiene brani tratti da Appunti di metodo cristiano e da Riflessioni sopra un'esperienza sotto diverso titolo e riportando per la prima volta l'autore. Questo libro fu ripubblicato in una nuova edizione nel 1991 con l'aggiunta di una premessa dell'editore.
I tre scritti originali furono successivamente pubblicati per intero in un nuovo volume dal titolo Il cammino al vero è un'esperienza: prima nel 1995 e poi l'anno successivo, con una nuova premessa dell'arcivescovo di Vienna Christoph Schönborn, dall'editore salesiano SEI di Torino.
Infine i tre scritti furono pubblicati, sempre sotto il titolo di Il cammino al vero è un'esperienza, dalla Rizzoli in un volume cartonato che ne è considerata l'edizione definitiva. Uscito nel 2006, a un anno dalla morte di Luigi Giussani, il libro corregge alcuni refusi e contiene un nuovo e rinnovato apparato di note, oltre a integrare gran parte delle introduzioni, premesse e appendici comparse nelle varie edizioni di Tracce d'esperienza cristiana.

## Edizioni

### Testi originali
- Luigi Giussani, G.S. riflessioni sopra un'esperienza, a cura di Gioventù Studentesca, 1ª ed., Milano, pro manuscripto, settembre 1959,  p. 78.
- Luigi Giussani, G.S. - Riflessioni sopra un'esperienza, a cura di Presidenza Diocesana Milanese della G.I.A.C. e della Gioventù Studentesca, 2ª ed., Milano, pro manuscripto, Quaderni della gioventù, settembre 1960,  p. 72.
- Luigi Giussani, G.S. riflessioni sopra un'esperienza, a cura di Presidenza Diocesana Milanese della G.I.A.C. e della Gioventù Studentesca, 3ª ed., Milano, Editrice Nuova Favilla, gennaio 1963,  p. 72.
- Luigi Giussani, Tracce d'esperienza cristiana, a cura di Presidenza Diocesana Milanese della G.I.A.C. e della Gioventù Studentesca, 1ª ed., Milano, pro manuscripto, Quaderni della gioventù, 1960,  p. 64.
- Luigi Giussani, Appunti di metodo cristiano, a cura di Gioventù Studentesca, 1ª ed., Milano, pro manuscripto, 1964,  p. 120.

### Tracce d'esperienza cristiana
- Luigi Giussani, Tracce di esperienza e appunti di metodo cristiano, vol. 5, Milano, Jaca Book, supplemento a «Strumenti per un lavoro teologico», 1972,  p. 254, SBN SBL0382069.
- Luigi Giussani, Tracce d'esperienza cristiana, 1ª ed., Milano, Jaca Book, Già e non ancora pocket 22, 1977,  p. 171, SBN IEI0392448.
- Luigi Giussani, Tracce d'esperienza cristiana, 2ª ed., Milano, Jaca Book, Già e non ancora 219, 1991,  p. 108, SBN TO00052175.
- Tracce d'esperienza cristiana in  Luigi Giussani, Opere (1966-1992), Vol. 2, 1ª ed., Milano, Jaca Book, Già e non ancora 274, 1994,  p. 1256, ISBN 88-16-30274-7.

### Il cammino al vero è un'esperienza
- Luigi Giussani, Il cammino al vero è un'esperienza, 1ª ed., Torino, Società Editrice Internazionale, 1995,  p. 144, ISBN 88-05-05511-5.
- Luigi Giussani, Il cammino al vero è un'esperienza, prefazione di Christoph Schönborn, 2ª ed., Torino, Società Editrice Internazionale (supplemento a 30 Giorni, 7/8, 1996), marzo 1996,  p. 144, ISBN 88-05-05511-5.
- Luigi Giussani, Il cammino al vero è un'esperienza, 1ª ed., Milano, Rizzoli, ottobre 2006,  p. 224, ISBN 88-17-01267-X.
- Luigi Giussani, Il cammino al vero è un'esperienza, 1ª ed., Milano, Biblioteca Universale Rizzoli, BUR Saggi, 2008,  p. 224, ISBN 978-88-17-02353-5.